# Federico Frigerio
Federico Frigerio (Buenos Aires, 4 de mayo de 1987) es un emprendedor, industrial y político argentino del Movimiento de Integración y Desarrollo, que desempeñó como diputado nacional por la provincia de Tierra del Fuego, Antártida e Islas del Atlántico Sur entre el 2019 y el 2023.

## Biografía
Nació el 4 de mayo de 1987 en Capital Federal, hijo de Mario Enrique Frigerio (1949-2020) y nieto de Rogelio Julio Frigerio (1914-2006), quien fundó el Movimiento de Integración y Desarrollo (MID). Los primos de Frigerio incluyen al exministro del Interior y actual gobernador de Entre Ríos Rogelio Frigerio.
Se matriculó para estudiar derecho en la Pontificia Universidad Católica Argentina Santa María de los Buenos Aires, pero lo abandonó antes de terminar la carrera para emprender en el sector privado. En 2011 se mudó a Río Grande (Tierra del Fuego), para establecer su primera empresa. Es consejero de la Unión Industrial Argentina en representación de la UIF, Union Industrial Fueguina.
Es presidente del MID de Tierra del Fuego . En alianza con Propuesta Republicana (PRO), Frigerio se postuló a diputado nacional por la provincia de Tierra del Fuego, Antártida e Islas del Atlántico Sur en las elecciones legislativas de 2019, siendo el primer candidato en la lista de Juntos por el Cambio.
Integra como vocal las comisiones de Turismo; de Recursos Naturales y Conservación del Ambiente Humano; de Mujeres y Diversidad; de Intereses Marítimos, Fluviales, Pesqueros y Portuarios; de Industria; y de Defensa Nacional; siendo vicepresidente primero de la comisión de Pequeñas y Medianas Empresas. Votó a favor del proyecto de ley de interrupción voluntaria del embarazo de 2020, que legalizó el aborto en Argentina.